# Pero Fuertes
Pero Fuertes es un despoblado español del municipio de Armenteros, perteneciente a la provincia de Salamanca, en la comunidad autónoma de Castilla y León.

## Toponimia
El lugar puede aparecer referido como «Pero Fuertes» y «Pedro Fuertes».

## Historia
Hacia mediados del siglo XIX, el lugar, ya por entonces perteneciente a Armenteros, estaba despoblado. Aparece descrito en el duodécimo volumen del Diccionario geográfico-estadístico-histórico de España y sus posesiones de Ultramar de Pascual Madoz con las siguientes palabras:

PEDRO FUERTES: desp. en la prov. de Salamanca, part. jud. de Alba de Tormes, térm. jurisd. de Armenteros.
(Madoz, 1849, p. 744)

En 2023, la entidad singular de población no tenía empadronado ningún habitante.